# Портрет Генриха Вениаминовича Жомини
«Портрет Генриха Вениаминовича Жомини» — картина Джорджа Доу и его мастерской из Военной галереи Зимнего дворца.
Картина представляет собой погрудный портрет генерал-лейтенанта барона Генриха Вениаминовича Жомини из состава Военной галереи Зимнего дворца.
Во время вторжения Наполеона в Россию бригадный генерал французской армии Жомини был военным губернатором захваченных Вильны и Смоленска. В Прусской кампании 1813 года он был начальником штаба в корпусе маршала Нея и отличился в сражении при Бауцене, однако из-за серьёзных разногласий с маршалом Бертье, переросших в открытый конфликт, бежал из французской армии и перешел на сторону антинаполеоновской коалиции. В конце августа 1813 года был зачислен на российскую службу с чином генерал-лейтенанта, состоял при императоре Александре I в качестве военного советника, в рядах русской армии участвовал в сражениях при Кульме и Лейпциге, с декабря состоял в звании генерал-адъютанта. В кампании 1814 года во Франции находился в сражениях при Бар-сюр-Обе и Бриенн-ле-Шато. По окончании военных действий состоял в свите Александра I на Венском конгрессе.
Изображён в генерал-адъютантском мундире, введённом в 1815 году, на эполетах вензель императора Александра I. Слева на груди звезда ордена Св. Анны 1-й степени и свитский аксельбант; на шее кресты ордена Св. Владимира 2-й степени и баварского Военного ордена Максимилиана Иосифа 2-й степени; справа на груди звезда ордена Св. Владимира 2-й степени. С тыльной стороны картины надписи: Jomini и Geo Dawe RA. Подпись на раме: Баронъ Г. В. Жомини, Генералъ Лейтенантъ.
7 августа 1820 года Комитетом Главного штаба по аттестации барон Жомини был включён в список «генералов, служба которых не принадлежит до рассмотрения Комитета» и 17 октября 1822 года император Александр I приказал написать его портрет. Гонорар Доу был выплачен 31 июля 1823 года и 29 декабря 1824 года. Готовый портрет был принят в Эрмитаж 7 сентября 1825 года.
15 мая 1832 года министр императорского двора князь П. М. Волконский сообщил хранителю Эрмитажа Ф. И. Лабенскому что барон Жомини подал просьбу императору Николаю I о замене своего галерейного портрета на другой, который также был написан Доу по заказу самого Жомини, и император повелел удовлетворить эту просьбу. Однако менее чем через год последовало распоряжение об обратной замене портрета. На второй версии портрета Жомини изображён по пояс, с чрезплечной лентой ордена Св. Александра Невского, которым он был награждён 30 августа 1828 года. Вероятно, этот портрет был написан Доу в Варшаве, где сам художник и Жомини находились на коронации императора Николая I царём польским. Во время этих коронационных мероприятий Доу тяжело заболел и уехал в Лондон, где скоропостижно скончался. Таким образом вторая версия портрета барона Жомини является одной из последних работ художника.

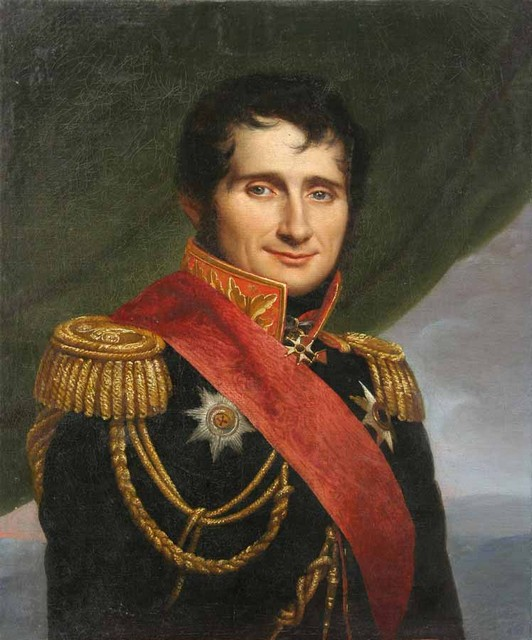
Вариант портрета из Саранска с чрезплечной лентой ордена Св. Александра Невского.

В собрании живописи Мордовского республиканского музея изобразительных искусств имени С. Д. Эрьзи в Саранске имеется поясной портрет барона Жомини с Александро-Невской лентой через плечо, композиционно очень близкий портрету из Эрмитажа; атрибутирован он как работа неизвестного художника (холст, масло, 64 × 54 см, инвентарный № Ж 284). Несмотря на размеры, отличающиеся в меньшую сторону от галерейного стандарта 70 × 62,5 см, А. А. Подмазо считает, что именно этот портрет был написан Доу в Варшаве и некоторое время находился в Военной галерее. Однако это маловероятно: Жомини изображён не только с Александро-Невской лентой, но и со звездой ордена Св. Анны 1-й степени, которую при наличии ордена Св. Александра Невского положено было снимать и вместо неё на шею помещать крест этого ордена, которого на портрете нет — сомнительно, что подобный весьма заметный казус с орденами ускользнул бы от внимания императора и других высших придворных чинов и они не заставили бы Доу переписать портрет.